# Jorge Vásquez
Jorge Alfredo Vásquez (ur. 23 kwietnia 1945 w Santa Anie) – były salwadorski piłkarz, reprezentant kraju grający na pozycji pomocnika. 

## Kariera klubowa
Jorge Vásquez podczas kariery piłkarskiej występował w klubie CD Universidad de El Salvador.

## Kariera reprezentacyjna
Jorge Vásquez grał w reprezentacji Salwadoru w latach sześćdziesiątych i siedemdziesiątych. W 1968 roku wystąpił na Igrzyskach Olimpijskich w Meksyku. 
W 1968 i 1969 roku uczestniczył w eliminacjach Mistrzostw Świata 1970. Na Mundialu w Meksyku wystąpił we wszystkich trzech spotkaniach Meksykiem, ZSRR i Belgią. 
W 1972 roku uczestniczył w eliminacjach Mistrzostw Świata 1974.